# Klara Butting
Klara Butting (* 1959 in Wittingen) ist eine deutsche evangelische Theologin, Hochschullehrerin und Buchautorin.

## Leben
Nach ihrer Schulzeit in Hankensbüttel studierte Klara Butting Evangelische Theologie in Göttingen, Heidelberg und Berlin.
1993 promovierte sie in Amsterdam mit einer Dissertation über Innerbiblische Kritik als Wegweisung feministischer Hermeneutik.  Im selben Jahr wurde sie als Pastorin der Hannoverschen Landeskirche ordiniert und hatte seitdem eine halbe Gemeindepfarrstelle in Oldenstadt (Kirchenkreis Uelzen). 2001 habilitierte sich Klara Butting mit einer Arbeit über Prophetinnen in der Bibel. Von 2003 bis 2008 war sie Studentenpfarrerin an der Universität Lüneburg. In den Jahren 2009 bis 2012 arbeitete sie als freischaffende Theologin und Autorin. Sie ist seit 2010 als außerplanmäßige Professorin für Altes Testament und Biblische Theologie an der Universität Bochum tätig.
An der Bibel in gerechter Sprache war sie als Übersetzerin (Bücher Joel und Ester) beteiligt.
Sie ist Mitherausgeberin der Zeitschrift Junge Kirche.
Seit 2021 leitet sie das „Zentrums für biblische Spiritualität und gesellschaftliche Verantwortung“ an der Woltersburger Mühle bei Uelzen. Seit November 2012 ist sie im Vorstand des Vereins Bibel in gerechter Sprache tätig.
Klara Butting ist mit dem Theologen Gerard Minnaard verheiratet; beide engagieren sich in der Woltersburger Mühle, einem Lernort und Sozialzentrum, und im Verlag Erev-Rav. Der Name ist ein Zitat aus der Hebräischen Bibel und bezeichnet das „Mischvolk“, welches sich nach 2. Mose 12,38 den Israeliten beim Exodus angeschlossen hatte.

## Arbeitsschwerpunkte
Die Themen ihrer theologischen Arbeit werden von der Frauenbewegung, der feministischen Theologie, dem  christlich-jüdische Gespräch, dem Dialog mit dem Islam und von einer neueren Kultur der Spiritualität mitgeprägt. Gegenwärtiger Forschungsschwerpunkt ist die Bedeutung Davids für die biblische Theologie und der Psalter.

## Schriften (Auswahl)
- Die Buchstaben werden sich noch wundern. Innerbiblische Kritik als Wegweisung feministischer Hermeneutik. Alektor, Berlin 1993, ISBN 3-88425-058-2.
- Prophetinnen gefragt. Die Bedeutung der Prophetinnen im Kanon aus Tora und Prophetie. Erev-Rav, Wittingen 2001, ISBN 3-932810-15-5.
- Hier bin ich: Unterwegs zu einer biblischen Spiritualität. Erev-Rav, Uelzen 2011, ISBN 978-3-932810-50-3.
- Erbärmliche Zeiten – Zeit des Erbarmens. Theologie und Spiritualität der Psalmen. Erev-Rav, Uelzen 2013, ISBN 978-3-932810-53-4.
- (als Herausgeberin) „Wenn wir zusammengehen …“ Lesebuch Frauenspiritualität. Herder, Freiburg 2015, ISBN 978-3-451-31296-0.
- In die Gänge kommen. Die Psalmen 120–134. Ein Pilgerweg der Gerechtigkeit und des Friedens. Erev-Rav, Uelzen 2018, ISBN 978-3-932810-60-2.